# Zastava Hrvaške
Zastava Republike Hrvaške, ki je bila uradno sprejeta 22. decembra 1990, je tribarvnica; vsako vodoravno barvno polje zavzema tretjino zastave. Barve si od zgoraj navzdol sledijo v zaporedju rdeča, bela, modra. Grb se nahaja v sredini zastave. Razmerje med dolžino in širino zastave je 1:2.

## Zgodovina
Zastava se uporablja že od okoli leta 1848 in je nastala veliko kasneje kot grb. Neodvisna država Hrvaška (1941–1945) je uporabljala različico zastave s stiliziranim U-jem zgoraj levo in prvotnim grbom v sredi (brez sedanje krone s petimi zgodovinskimi grbi, ki se nahaja nad ščitom iz belih in rdečih polj). Med letoma 1945 in 1991, ko je bila Hrvaška del Socialistične republike Jugoslavije, je imela hrvaška zastava namesto sedanjega grba v sredi petkrako zvezdo kot simbol socializma.
- Zastava Republike Hrvaške, razmerje 1:2
- Zastava SR Hrvaške (1947–1990)
- Zastava NDH
- Zastava Kraljevine Hrvaške v času Avstro-ogrske